# Phyllobrotica physostegiae
Phyllobrotica physostegiae es una especie de insecto coleóptero de la familia Chrysomelidae. Fue descrita en 1979 por Riley.
Se encuentra en el sur y centro de Norteamérica. Se alimenta de Physostegia.